# Synagoga w Stalowej Woli
Synagoga w Stalowej Woli – synagoga znajdująca się w Rozwadowie, obecnie dzielnicy Stalowej Woli, przy ulicy Jagiellońskiej 11.
Synagoga została zbudowana w 1910 roku. Podczas II wojny światowej hitlerowcy zdewastowali synagogę. Po zakończeniu wojny budynek służył jako piekarnia, później biblioteka i sklep, obecnie jest nieużywany.
Murowany budynek synagogi wzniesiono na planie prostokąta. Dawne drzwi główne oraz część okien została zamurowana.